# Équipe de Russie de curling
L'équipe de Russie de curling est la sélection qui représente la Russie dans les compétitions internationales de curling.
En 2017, l'équipe nationale est classé comme nation numéro 10 chez les hommes et 3 chez les femmes.

## Palmarès et résultats

### Palmarès masculin
Titres, trophées et places d'honneur
- Jeux Olympiques Hommes depuis 2014 (1 participation(s))
- Meilleur résultat : 8ème

| Jeux olympiques     | Classement | Skip           | Third            | Second             | Lead      | Remplaçant        |
| ------------------- | ---------- | -------------- | ---------------- | ------------------ | --------- | ----------------- |
| Nagano 1998         | NC         | NC             | NC               | NC                 | NC        | NC                |
| Salt Lake City 2002 | NC         | NC             | NC               | NC                 | NC        | NC                |
| Turin 2006          | NC         | NC             | NC               | NC                 | NC        | NC                |
| Vancouver 2010      | NC         | NC             | NC               | NC                 | NC        | NC                |
| Sotchi 2014         | 8e         | Andrey Drozdov | Evgeniy Arkhipov | Aleksey Stukalskiy | Petr Dron | Aleksandr Kozyrev |
| Pyeongchang 2018    | NC         | NC             | NC               | NC                 | NC        | NC                |

- Championnats du monde Hommes depuis 2013 (6 participation(s))
- Meilleur résultat : 11ème (Round Robin)
- Championnats d'Europe Hommes depuis 2004 (9 participation(s)) 
  - Meilleur résultat : 4e

### Palmarès féminin
Titres, trophées et places d'honneur
- Jeux Olympiques Femmes depuis 2006
  - Meilleur résultat : 10e

| Jeux olympiques     | Classement | Skip                | Third            | Second            | Lead              | Remplaçant       |
| ------------------- | ---------- | ------------------- | ---------------- | ----------------- | ----------------- | ---------------- |
| Nagano 1998         | NC         | NC                  | NC               | NC                | NC                | NC               |
| Salt Lake City 2002 | NC         | NC                  | NC               | NC                | NC                | NC               |
| Turin 2006          | 6e         | Ludmila Privivkova  | Nkeiruka Ezekh   | Olga Jarkova      | Ekaterina Galkina | Yana Nekrasova   |
| Vancouver 2010      | 9e         | Liudmila Privivkova | Anna Sidorova    | Nkeirouka Ezekh   | Ekaterina Galkina | Margarita Fomina |
| Sotchi 2014         | 9e         | Anna Sidorova       | Margarita Fomina | Alexandra Saitova | Ekaterina Galkina | Nkeirouka Ezekh  |
| Pyeongchang 2018    | 9e (OAR)   | Victoria Moiseeva   | Uliana Vasilyeva | Galina Arsenkina  | Julia Guzieva     | Yulia Portunova  |

- Championnats du monde Femmes depuis 1979
  - Meilleur résultat : 2ème
  - 1 fois deuxième en 2017
  - 3 fois troisième en 2016, 2015, 2014
- Championnats d'Europe Femmes depuis 1975
  - Meilleur résultat : 1er
  - 4 fois premier en 2016, 2015, 2012, 2006
  - 1 fois troisième en 2011

### Palmarès mixte
Titres, trophées et places d'honneur
- Jeux Olympiques Hommes depuis 2018
  - Meilleur résultat : 3ème en 2018 mais la médaille sera finalement retirée pour contrôle positif au meldonium.

| Jeux olympiques  | Classement        | Femme                | Homme                    |
| ---------------- | ----------------- | -------------------- | ------------------------ |
| Pyeongchang 2018 | Disqualifié (OAR) | Anastasia Bryzgalova | Aleksandr Krushelnitskiy |

- Championnat du Monde Doubles Mixte depuis 2015 (2 participation(s))
  - Meilleur résultat : 4ème

### Palmarès curling en fauteuil
| Jeux paralympiques | Classement | Skip                 | Third                | Second               | Lead            | Remplaçant           |
| ------------------ | ---------- | -------------------- | -------------------- | -------------------- | --------------- | -------------------- |
| Turin 2006         | NC         | NC                   | NC                   | NC                   | NC              | NC                   |
| Vancouver 2010     | NC         | NC                   | NC                   | NC                   | NC              | NC                   |
| Sotchi 2014        | Argent     | Andrei Smirnov       | Alexander Shevchenko | Svetlana Pakhomova   | Marat Romanov   | Oksana Slesarenko    |
| Pyeongchang 2018   | 5e (NPA)   | Konstantin Kurokhtin | Marat Romanov        | Alexander Shevchenko | Daria Shchukina | Andrei Meshcheriakov |